# Ghiacciaio Berry
Il ghiacciaio Berry (in inglese Berry Glacier) è un ghiacciaio lungo circa 40 km e largo 8, situato sulla costa di Hobbs, nella parte occidentale della Terra di Marie Byrd, in Antartide. Il ghiacciaio, il cui punto più alto si trova a circa 1000 m s.l.m. e lungo il versante orientale del quale sono presenti ben sette nunatak vulcanici, fluisce in direzione nord scorrendo tra le catene montuose di Perry e di Dumas, fino ad andare ad alimentare la piattaforma glaciale Getz.

## Storia
Il ghiacciaio Berry è stato dapprima fotografato durante ricognizioni aeree effettuate nel dicembre del 1940 da parte di membri del Programma Antartico degli Stati Uniti d'America ed è stato poi dettagliatamente mappato dallo United States Geological Survey grazie a ricognizioni terrestri dello stesso USGS e a fotografie aeree scattate dalla marina militare statunitense tra il 1959 e il 1961; in seguito è stato così battezzato dal Comitato consultivo dei nomi antartici in onore di William H. Berry, ufficiale delle operazioni aeree dell'operazione Deep Freeze nel periodo 1969-72.